# Exyston subnitidus
Exyston subnitidus là một loài tò vò trong họ Ichneumonidae.